# Banca March
Die Banca March, S.A. ist eine spanische Bank, die 1926 von Juan March Ordinas in Palma gegründet wurde. Sie hat ihren Firmensitz in Palma. 
Die anfangs nur auf Mallorca vertretene Bank expandierte zügig auf die gesamten Balearischen Inseln. Ab 1974 erweiterte die Banca March ihr Zweigstellennetz zuerst an der Ostküste Spaniens, ab 1989 auch verstärkt auf den Kanarischen Inseln sowie später in Andalusien. Zusätzlich wurde in der Region Valencia und in Madrid ein Filialnetz aufgebaut. 
Dies führt zu einer momentanen Gesamtzahl von 229 Filialen, davon 130 auf den Balearen, 41 auf den Kanaren, 18 in Andalusien, 15 in der Region Valencia, 14 in Madrid, 7 in Katalonien, 2 in Zaragosa sowie eine in London und eine in Luxemburg (Stand 2012). In den letzten beiden Jahren hat die Banca March ihr Filialnetz verkleinert und zur Jahreswende 2014/2015 eine neue Corporate Identity mit neuem Logo und neuer Webseite und neuen Werbekonzepten eingeführt. Vorstandsvorsitzender ist D. Carlos March Delgado.